# 大齡單身女性
大齡單身女性（英語：spinster），也称为“大龄未婚女性”，是年紀超過一般的結婚年紀但是尚未結婚，或是被社會認為不可能結婚的女性，尤其是指拥有自力更生独立经济基础充裕的中产阶级及以上的女性，常见于发达国家及发展中国家的较发达地区。
各個社會文化中的適婚年紀不同，在現代，一位年齡超過35歲（醫學上認為的生育黃金期）的單身女性，就可能被人稱為大齡單身女性，在各國文化中皆有描述此現象，同義詞為老處女（old maid）。大齡單身女性的對應詞是“王老五”，但描述大齡未婚女性的詞則更帶貶義。
這些都可能含貶義、被視為是一種歧視或是具有減損他人價值的用語，其描述狀況主要是單身。

## 舆论环境

### 发展中国家及保守年代
- 发展中国家裡，长久以来社会风气观念對大龄未婚女性有很多种称呼，其中的感情色彩和舆论观念既有赞美夸奖也有嘲讽鄙视。
- 思想观念较刻板单一的人们总认为任何人生都必然需要结婚生子，尤其任何女性或多或少必须依靠婚姻养活，婚姻对于任何时代的任何女性都必定是事关生死存亡的生存工具，任何大龄未婚女性都必定生活凄苦心灵空虚，他们称呼这类人群为“老剩女（中國大陸和香港近年出現的稱呼）、中女（香港近年出現的稱呼），粵語中更有漏洞鸡蛋、卖剩蔗、箩底橙、攝灶罅[5][6]”。

### 发达国家及多元化年代
- 发达国家里，思想观念较为个性化、比较容易接受新思想的人们认为，如果女性能有自力更生的独立经济基础自给自足，那么大龄未婚女性其实无非是因人而异因地制宜的个人选择而已，甚至很多时候如果你的性格作风、兴趣爱好真不适合结婚这一生活方式，那么不结婚才是真正适合自己的，也才能真正生活开心、快乐，尤其是对于一些特别热爱自由的人而言，结婚之后由於家庭等所需，與本來就以結婚生子為目的的人相反，育兒和與配偶相處的過程中，反而常常感受到生活质量持续滑低、幸福感每况愈下。此外，是否結婚本身是女性的個人選擇，大龄未婚女性一般有独立经济能力，而且有些人則選擇未婚生子的道路，與情人保持聯絡，或許部分單身者也透過捐助的方式以及現代醫學的協助下，選擇適當的父代，獨力養育兒女。
- 发达国家裡，一部份的大龄未婚女性纯属常见现象，甚至少數人终身未婚未育也并非罕见个案，多元化的多种生活方式和平共存。

## 主要原因
大齡未婚女性的形成原因多種多樣，常見的是以下幾種：

### 自愿大龄不婚
- 自力更生的经济基础足以自给自足，婚姻对於越来越多的现代女性而言早已不是事关生死存亡的生存工具。
- 社会福利制度的齐全、完善、安稳，使得“养儿防老”等之类的观念逐渐过时淘汰，此情况在欧洲尤其盛行。
- 追求个人自由，希望永远拥有自由空间以坚持个人兴趣和人生，而且乐意长期恋爱，无需婚姻。
- 追求比较纯粹比较真诚的爱情，有些思想观念较于个性化、自由化的女性觉得婚姻裡往往都有太多与爱情本身无关的事，而且如果一对恋人真的互相适合天长地久，那么其实结婚与否无非是因人而异的个人选择而已。
- 当代婚姻的保障性功能、意義和重要性降低，越来越多人觉得婚姻早就不是必需品。

### 被迫大龄未婚
- 童年经历过因父母婚姻矛盾所引发的的家庭悲剧（甚至可能是夺命悲剧），即使长大后渴望结婚，但心理阴影始终笼罩折磨。
- 有些职场女性一味追求事业发展，完全不关心感情生活，结果最终不仅没得结婚，连正常的基本的男欢女爱都名花无主。
- “ABCD搭配论”在古今中外似乎都通用：“男强女弱”这一搭配规则，令某些学历超级高的女博士、成就超级强的女强人等的感情生活十分寂寞，而且很多男性都坦言说“如果自己的妻子或伴侣比自己更优秀更风光，那对于男性潜意识里的很多感受相当受创”。
- 由於當地法令禁止而無法結婚的LGBT族群。

## 未来情况
可分為非自願單身和自願單身兩種：

### 乐意永远不婚
希望獨善其身，始终觉得婚姻不适合自己；而且，没结婚不等于没爱情，這類女性同樣擁有持久戀愛（包括同居等），甚至與同一對象終身戀愛也可能。

### 无奈继续未婚
希望有一個與跟自己真心相愛的對象組織一个温馨的家，为此宁缺勿滥地挑选结婚对象，但当她们為了許多或主觀或客觀的原因错过择偶最佳时期时，可结婚的对象愈来愈少。

## 另見
- 大齡單身男性（英语：Bachelor）
- 光棍節
- 單身貴族
- 獨身主義
- 自梳
- 敗犬